# فرودگاه چاویانگ
فرودگاه چاویانگ (به انگلیسی: Chaoyang Airport) یک فرودگاه همگانی با کد یاتا CHG در کشور چین است. این فرودگاه در ارتفاع ۱۷۳ متری از سطح دریا واقع شده‌است.